# Gregor MacGregor
Pour les articles homonymes, voir MacGregor.
Ne doit pas être confondu avec Gregor McGregor.
Gregor MacGregor, né le 24 décembre 1786 dans le Stirlingshire et mort le 4 décembre 1845 à Caracas, est un soldat, mercenaire, aventurier et escroc écossais.
MacGregor rejoint l'armée britannique en 1803 et il est affecté au 57e régiment d'infanterie. Le régiment est envoyé au Portugal en 1809 et MacGregor quitte l'armée en 1810. En 1812, il part pour l'Amérique du Sud où il devient mercenaire. Il combat pour les révolutionnaires du Venezuela et de Nouvelle-Grenade. En 1817, il tente d'envahir la Floride orientale espagnole et fonde une république sur l'île d'Amelia. Entre 1818 et 1819, il participe une nouvelle fois à l'indépendance de la Nouvelle-Grenade sur le théâtre panaméen.
En 1820, il achète des terres au roi de la côte des Mosquitos. Pendant presque trois ans, il vend des titres et promet une nouvelle vie à des investisseurs britanniques sur un État inexistant appelé le Poyaïs, qu'il dirigerait en tant cacique. La fraude est découverte en 1823 et il part en France où il pratique la même escroquerie. Il est jugé à deux reprises en 1826 mais il finit par être acquitté grâce à la défense de son avocat. Après son retour en Grande-Bretagne, il continue ses activités pendant quelques années avant de partir pour le Venezuela où il décède en 1845.

## Jeunesse

### Enfance et famille
Gregor MacGregor est né le 24 décembre 1786 sur la rive nord du Loch Katrine dans le Stirlingshire, en Écosse. Certaines sources, dont l’Oxford Dictionary of National Biography, donnent à MacGregor comme lieu de naissance Édimbourg. Il est le fils de Daniel MacGregor, un capitaine de la Compagnie britannique des Indes orientales, et d'Ann,. Sa famille est catholique romaine et fait partie du clan MacGregor, dont l’interdiction par le roi Jacques VI et Ier en 1604 n’a été abrogée qu’en 1774. Pendant la proscription de leur foi, les MacGregor ont été légalement ostracisés au point qu’il leur est interdit d’utiliser leur propre nom de famille. Beaucoup d’entre eux, y compris Robert Roy, ont participé aux rébellions jacobites de 1715 et 1745. MacGregor affirme à l’âge adulte qu’un de ses ancêtres directs a survécu au projet Darién de 1698, la tentative malheureuse des Écossais de coloniser l’isthme de Panama. Son grand-père a servi avec distinction dans l’armée britannique sous le nom de famille Drummond, et a par la suite joué un rôle important dans la restauration et la réhabilitation du clan dans la société.
On sait peu de choses de l’enfance de MacGregor. Après la mort de son père en 1794, lui et ses deux sœurs sont élevés principalement par leur mère avec l’aide de divers membres de leur famille. Le biographe de MacGregor, David Sinclair, suppose qu’il aurait probablement parlé principalement le gaélique pendant sa petite enfance et n’aurait appris l’anglais qu’après avoir commencé l’école vers l’âge de cinq ans et demi. Plus tard dans sa vie, MacGregor prétend avoir étudié à l’université d’Édimbourg entre 1802 et 1803. Il n’existe pas de documents à ce sujet, car il n’obtient pas de diplôme, mais Sinclair le juge plausible, citant l’apparente sophistication de MacGregor et les relations de sa mère à Édimbourg.

### Carrière dans l'armée britannique
MacGregor s’enrôle dans l’armée britannique à l’âge de 16 ans, en avril 1803, au plus jeune âge qu’il était possible de faire. Sa famille lui achète une commission d’enseigne dans le 57e régiment d’infanterie, probablement pour environ 450 £,. L'entrée dans l’armée a coïncidé avec le début des guerres napoléoniennes après l’échec du traité d’Amiens. Le sud de l’Angleterre est fortifié pour se défendre contre une éventuelle invasion française. Le 57e régiment d’infanterie est stationné à Ashford, dans le Kent. En février 1804, après moins d’un an de formation, MacGregor est promu au grade de lieutenant sans achat, avancement qui dure habituellement jusqu’à trois ans. Plus tard cette année-là, après que MacGregor a passé quelques mois à Guernesey avec le 1er bataillon du régiment, le 57e d’infanterie est affecté à Gibraltar.

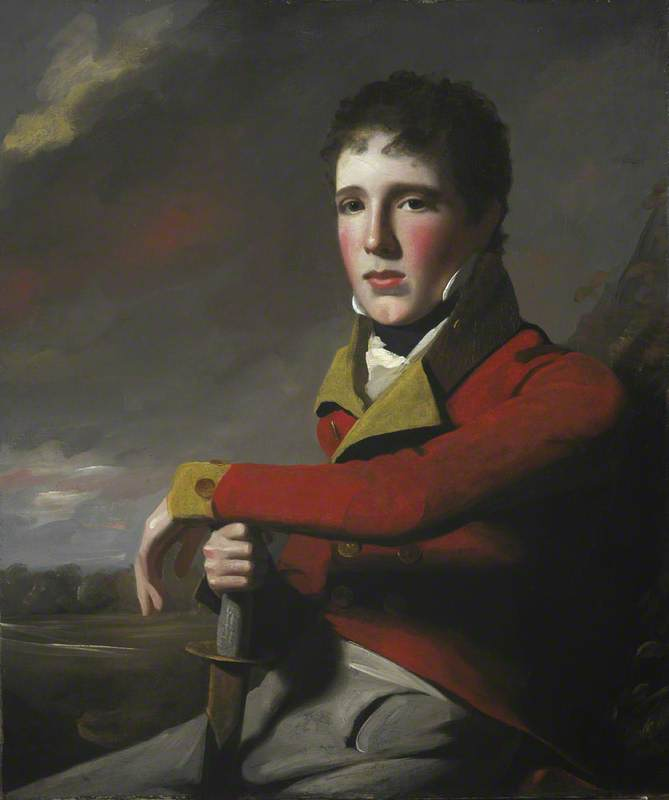
Portrait de Gregor MacGregor lorsqu'il fut lieutenant de l'armée britannique, George Watson, 1804.

MacGregor est présenté à Maria Bowater, fille d’un amiral de la Royal Navy, vers 1804. Maria demande une dot considérable et est apparentée à deux autres généraux, à un membre du parlement et au botaniste Aylmer Bourke Lambert. Gregor et Maria se marient à l’église Sainte-Marguerite de Westminster en juin 1805 et s’installent à Londres, dans la résidence de la tante de la mariée. Deux mois plus tard, après avoir rejoint le 57e d’infanterie à Gibraltar, MacGregor achète le grade de capitaine pour environ 900 £, choisissant de ne pas attendre les sept années qu’une telle promotion pourrait prendre sans être achetée. Le 57e d’infanterie demeure à Gibraltar entre 1805 et 1809. À cette époque, MacGregor développe une obsession pour l’habillement, les insignes de grade et les médailles qui le rendent impopulaire au sein du régiment. Il interdit à tout soldat ou sous-officier de quitter ses quartiers autrement qu’en grand uniforme.
En 1809, le 57e d’infanterie est envoyé au Portugal en renfort de l’armée anglo-portugaise commandée par le duc de Wellington, lors de sa deuxième tentative de chasser les Français d’Espagne pendant la guerre péninsulaire. Le régiment de MacGregor débarque à Lisbonne environ trois mois après le début de la campagne, le 15 juillet. En septembre, il est en garnison à Elvas, près de la frontière avec l’Espagne. Peu après, MacGregor est détaché au 8e bataillon de ligne de l’armée portugaise, où il sert avec le grade de major d’octobre 1809 à avril 1810. Selon Michael Rafter, auteur d’une biographie très critique de MacGregor en 1820, ce détachement survient à la suite d’un désaccord entre MacGregor et un officier supérieur qui s’intensifie à un point tel que le jeune capitaine est forcé de demander son renvoi. Cela est rapidement accordé. MacGregor se retire officiellement du service britannique le 24 mai 1810, récupérant les 1 350 £ qu’il a payées pour les grades d’enseigne et de capitaine, et retourne en Grande-Bretagne. Les actions du 57e d’infanterie à la bataille d’Albuera, le 16 mai 1811, valent au régiment un prestige considérable et le surnom de « Die Hards ». Par la suite, MacGregor fait grand cas de son implication, bien qu’il ait quitté le régiment un an auparavant.

## Guerres aux Amériques

### Dernières années en Grande-Bretagne et voyage au Venezuela
À son retour en Grande-Bretagne, Gregor MacGregor, âgé de 23 ans, et sa femme emménagent dans une maison louée par sa mère à Édimbourg. Là, il prend le titre de colonel, porte l’insigne d’un ordre de chevalerie portugais et parcourt la ville dans un carrosse extravagant aux vives couleurs. Après avoir échoué à atteindre un statut social élevé à Édimbourg, il retourne à Londres en 1811 et commence à se faire appeler « Sir Gregor MacGregor, Bart », prétendant faussement avoir succédé à la chefferie du clan MacGregor. Il fait également allusion aux liens familiaux avec une sélection de ducs, de comtes et de barons. Cela n’a que peu d’incidence sur la réalité, mais il se crée néanmoins un air de respectabilité crédible dans la société londonienne.
En décembre 1811, Maria MacGregor meurt. D’un seul coup, MacGregor perd sa principale source de revenus et l’appui de l’influente famille Bowater. Selon Sinclair, ses options sont limitées, annoncer ses fiançailles avec une autre héritière si peu de temps après la mort de Maria pourrait susciter des protestations publiques embarrassantes de la part des Bowater, et rentrer chez lui pour cultiver les terres des MacGregor en Écosse serait à son avis d’un ennui inacceptable. Sa seule véritable expérience est militaire, mais la manière dont il a quitté l’armée britannique rendrait son retour là-bas au mieux embarrassant.
Il est intéressé par les révoltes coloniales contre la domination espagnole en Amérique latine, en particulier au Venezuela, où sept des dix provinces se sont déclarées une république indépendante en juillet 1811, déclenchant la guerre d’indépendance vénézuélienne. Le révolutionnaire vénézuélien, le général Francisco de Miranda, a été fêté dans la société londonienne lors de sa visite, et a peut-être même rencontré MacGregor. Constatant le traitement réservé à Miranda par les plus hautes sphères de Londres, il se fait à l’idée que des aventures dans le Nouveau Monde pourraient lui valoir une célébrité similaire à son retour. Il vend le petit domaine écossais qu’il a hérité de son père et de son grand-père et s’embarque pour l’Amérique du Sud au début de 1812. En chemin, il s’arrête à la Jamaïque, où, selon Rafter, il est tenté de s’installer parmi les planteurs et les commerçants, mais « n’ayant pas de lettres d’introduction à cet endroit, il n'est pas reçu dans la société » ». Après un séjour confortable à Kingston, il s’embarque pour le Venezuela et débarque à La Guaira en avril 1812.

### Sous la première république vénézuélienne
Gregor MacGregor arrive à Caracas, la capitale vénézuélienne, quinze jours après qu’une grande partie de la ville a été détruite par un tremblement de terre. Avec une majeure partie du territoire sous le contrôle des armées royalistes qui avancent, le gouvernement révolutionnaire perd du soutien et commence à se fracturer. Il abandonne sa prétendue baronnie écossaise, estimant qu’elle pourrait porter atteinte aux créances républicaines qu’il espérait établir, mais continue à se faire appeler « Sir Gregor » au motif qu’il est, selon lui, un chevalier de l’Ordre du Christ. Il offre ses services directement à Miranda à Caracas. En tant qu’ancien officier de l’armée britannique, il est reçu avec empressement et on lui confie le commandement d’un bataillon de cavalerie avec le grade de colonel. Lors de sa première action, MacGregor et sa cavalerie mettent en déroute une force royaliste à l’ouest de Maracay, entre Valencia et Caracas. Les engagements ultérieurs sont moins fructueux, mais les dirigeants républicains sont tout de même satisfaits du prestige qu'il donne à leur cause.
Le 10 juin 1812, il épouse, à Maracay, Josefa Antonia Andrea Aristeguieta y Lovera, fille d’une famille de Caracas et cousine du révolutionnaire Simón Bolívar. À la fin du mois, Miranda le promeut au grade de général de brigade, mais la cause révolutionnaire est en train d’échouer. En juillet, après la prise par les royalistes du port clé de Puerto Cabello à Bolívar, la république capitule. Dans le chaos qui s’ensuit, Miranda, après avoir été accusé de trahison par les républicains, est capturé par les Espagnols tandis que les restes de la direction républicaine, y compris MacGregor et Josefa, sont évacués vers l’île néerlandaise de Curaçao à bord d’un brick britannique, le Sapphire. Bolívar les y rejoint plus tard dans l’année.

### En Nouvelle-Grenade
Avec Miranda emprisonné en Espagne, Bolívar est devenu le nouveau leader du mouvement indépendantiste vénézuélien. Il décide qu’ils devraient prendre un certain temps pour se préparer avant de retourner sur le continent. S’ennuyant de plus en plus à Curaçao, MacGregor décide d’offrir ses services aux armées républicaines du général Antonio Nariño dans le voisin occidental du Venezuela, la Nouvelle-Grenade. Il escorte Josefa jusqu’à un logement en Jamaïque, puis se rend à la base de Nariño à Tunja dans les Andes orientales. Le nom de Miranda vaut à l’Écossais une nouvelle commission au service de la Nouvelle-Grenade, avec le commandement de 1 200 hommes dans le district de Socorro, près de la frontière avec le Venezuela. Il y a eu peu d’action dans ce secteur. Les forces de Nariño sont principalement engagées autour de Popayán dans le sud-ouest, où les Espagnols ont une importante garnison. Michael Rafter rend compte positivement de la conduite de MacGregor à Socorro, écrivant que « par l’introduction du système européen de tactique, il a considérablement amélioré la discipline des troupes », mais certains sous son commandement ne l’aimaient pas. Un fonctionnaire de Cúcuta, la capitale du district, exprime un mépris total pour MacGregor dans une lettre à un ami : « J’en ai assez de ce bluffeur, ou Quichotte, ou du diable sait quoi. Cet homme peut à peine nous servir à la Nouvelle-Grenade sans nous accabler de dix mille embarras ».
Alors que MacGregor est au service de la Nouvelle-Grenade, Bolívar lève une force d’exilés vénézuéliens et de troupes locales dans le port de Carthagène des Indes, et s’empare de Caracas le 4 août 1813. Les royalistes se rallient rapidement et écrasent la deuxième république de Bolívar au milieu de l’année 1814. Les nationalistes de la Nouvelle-Grenade de Nariño se rendent à peu près au même moment. MacGregor se retire à Carthagène, qui est encore aux mains des révolutionnaires et, à la tête des troupes indigènes, détruit les hameaux, les infrastructures locales et les produits pour empêcher les Espagnols de les utiliser. Une force espagnole d’environ 6 000 hommes débarque à la fin du mois d’août 1815 et assiège la ville. Après avoir échoué à plusieurs reprises à vaincre les 5 000 défenseurs, ils se sont déployés pour soumettre la forteresse par un blocus. Sinclair rapporte que MacGregor a joué un rôle « honorable, mais pas remarquable » dans la défense. En novembre 1815, il ne reste à Carthagène des Indes que quelques centaines d’hommes capables de combattre. Les défenseurs, avec l’aide du corsaire français Louis-Michel Aury, décident d’utiliser la douzaine de canonnières qu’ils ont pour percer la flotte espagnole jusqu’au large, abandonnant la ville aux royalistes. MacGregor est choisi comme l’un des trois commandants de cette opération.
Dans la nuit du 5 décembre 1815, les canonnières s’engagent dans la baie, se fraient un chemin à travers les petits navires espagnols et, évitant les frégates, se dirigent vers la Jamaïque. Toutes les canonnières s’échappent. La classe marchande britannique de la Jamaïque, qui a évité MacGregor à son arrivée en 1812, l’accueille maintenant comme un héros. Il a diverti de nombreux dîners avec des récits embellis de son rôle dans le siège de Carthagène, amenant certains à comprendre qu’il a personnellement dirigé la défense de la ville. Un Anglais a porté un toast à « l’Hannibal de la Carthage moderne ».

### Sous la troisième république vénézuélienne

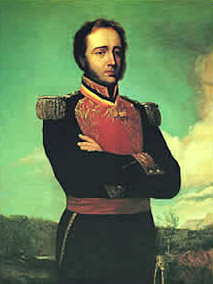
Général Gregor MacGregor, Martín Tovar y Tovar, 1874.

Au le Nouvel An 1816, MacGregor et sa femme se rendent à Saint-Domingue, où Bolívar lève une nouvelle armée. Bolívar reçoit MacGregor dans l’armée vénézuélienne avec le grade de général de brigade, et l’inclut dans un corps expéditionnaire qui quitte Les Cayes le 30 avril 1816. MacGregor participe à la capture de la ville portuaire de Carúpano en tant que commandant en second de la colonne de Manuel Piar, mais n’est pas mentionné dans le compte rendu de la bataille préparé par l’état-major de Bolívar. Après que les Espagnols ont été chassés de nombreuses villes du centre du Venezuela, MacGregor est envoyé sur la côte ouest de Caracas pour recruter des membres de tribus indigènes en juillet 1816. Le 18 juillet, huit jours après que les royalistes, numériquement supérieurs, ont répliqué et brisé la force principale de Bolívar à La Cabrera, MacGregor choisit de se retirer à des centaines de kilomètres à l’est de Barcelona.
Deux armées royalistes qui le poursuivent harcèlent constamment MacGregor alors qu’il bat en retraite à travers le pays, mais ne parviennent pas à briser son arrière-garde. Sans charrettes et avec seulement une poignée de chevaux, MacGregor est forcé de laisser ses blessés là où ils sont tombés. Tard le 27 juillet, la route de MacGregor vers l’est est bloquée par une force royaliste à Chaguaramas, au sud de Caracas et à environ un tiers de la distance qui le sépare de Barcelona. MacGregor mène ses hommes dans une charge furieuse qui provoque une retraite espagnole à Chaguaramas, puis continue vers Barcelona. Les Espagnols restent dans la ville jusqu’au 30 juillet, donnant à MacGregor deux jours d’avance, et ne le rattrapent que le 10 août. MacGregor déploie ses 1 200 hommes, pour la plupart des archers indigènes, derrière un marais et un ruisseau. La cavalerie espagnole s’enlise dans le marais, tandis que les archers repoussent l’infanterie avec des volées de flèches. Au bout de trois heures, MacGregor charge et met en déroute les royalistes. Le groupe de MacGregor est aidé jusqu’à Barcelona par des éléments de la principale armée révolutionnaire. Ils arrivent le 20 août 1816, après 34 jours de marche.
Selon Rafter, cela a marqué « l’apogée de la célébrité de MacGregor » en Amérique du Sud. Il a, selon son biographe Frank Griffith Dawson, « dirigé ses troupes avec un brillant succès ». Sinclair est d’accord, qualifiant la marche d'« exploit remarquable » démontrant « une véritable habileté militaire ». Avec Bolívar de retour aux Cayes, le commandement général des armées républicaines au Venezuela est donné à Piar. Le 26 septembre, Piar et MacGregor battent l’armée espagnole commandée par Francisco Tomás Morales à El Juncal. Cependant, MacGregor et Piar ont plusieurs désaccords sur la conduite stratégique de la guerre : selon l’historien américain David Bushnell, MacGregor « se heurta probablement à des rivalités personnelles et de factions au sein du camp patriote ». Au début d’octobre 1816, MacGregor part avec Josefa pour l’île Margarita, à environ 39 km au large de l’est du Venezuela, où il espère entrer au service du général Juan Bautista Arismendi. Peu de temps après, il reçoit une lettre d’acclamation de Bolívar : « La retraite que vous avez eu l’honneur de mener est à mon avis supérieure à la conquête d’un empire… Je vous prie d’agréer mes félicitations pour les services prodigieux que vous avez rendus à mon pays. ». La marche de MacGregor sur Barcelona resterait importante dans le récit révolutionnaire sud-américain pendant des années. Cette retraite lui a également valu le titre de « Xénophon des Amériques ».

### République des Florides

#### Invasion
Le général Arismendi propose à MacGregor que la capture de l’un des ports de l’est ou de l’ouest de la Floride, qui sont alors deux colonies espagnoles, pourrait constituer un excellent tremplin pour les opérations républicaines ailleurs en Amérique latine. MacGregor aime l’idée et, après une tentative avortée de recrutement en Haïti, il s’est rendu aux États-Unis avec Josefa pour recueillir des fonds et des bénévoles. Peu de temps après son départ au début de 1817, une autre lettre de félicitations arrive à Margarita de Bolívar, promouvant MacGregor au rang de général de division, lui décernant l’Orden de los Libertadores (Ordre des Libérateurs) et lui demandant de retourner au Venezuela. MacGregor reste dans l’ignorance pendant deux ans. Le 31 mars 1817, à Philadelphie, MacGregor reçoit un document de Lino de Clemente, Pedro Gual et Martin Thompson. Chacun d’entre eux prétend parler au nom d’une ou de plusieurs républiques d’Amérique latine : Venezuela, Nouvelle-Grenade, Mexique et Río de la Plata. Ils se surnomment eux-mêmes les « députés de l’Amérique libre » et demandent à MacGregor de prendre possession des « deux Florides, à l’Est et à l’Ouest » le plus tôt possible. Le sort proposé pour la Floride nest pas précisé. MacGregor présume que les Floridiens cherchent à être annexés par les États-Unis, car ils sont pour la plupart d’origine non espagnole, et que les États-Unis s’y conformeraient rapidement. Il s’attend donc à un soutien au moins secret du gouvernement américain.
MacGregor lève plusieurs centaines d’hommes armés pour cette entreprise dans les États du centre de l’Atlantique, en Caroline du Sud et en particulier à Savannah, en Géorgie. Il lève également 160 000 $ en vendant de la monnaie de nécessité à des investisseurs, leur promettant des acres fertiles en Floride ou leur argent remboursé avec intérêts,. Il décide d’attaquer d’abord Fernandina, une petite colonie avec un beau port à l’extrémité nord de l’île d'Amelia, qui contient environ 40 % de la population de la Floride orientale qui s'élevait à 3 729 en 1815. Il ne s’attend qu’à peu ou pas de résistance de la part de la petite garnison espagnole qui s’y trouve. MacGregor quitte Charleston à bord d’un navire avec moins de 80 hommes, principalement citoyens américains. Il dirige personnellement l’équipe de débarquement le 29 juin 1817, avec ces mots : « Je dormirai soit en enfer, soit à Amelia ce soir ! ». Le commandant espagnol du fort San Carlos, avec 51 hommes et plusieurs canons, surestime largement la taille des forces de MacGregor et se rend sans qu’aucun des deux camps ne tire un coup de feu,.

Croix verte de la Floride.

Peu d’habitants d’Amelia viennent soutenir MacGregor, mais, en même temps, il y a peu de résistance. La plupart sont simplement partis pour la Floride continentale ou la Géorgie. MacGregor hisse un drapeau orné d’une croix verte sur un champ blanc, la « Croix verte de la Floride »,, et publie une proclamation le 30 juin exhortant les habitants de l’île à revenir et à le soutenir. Cela est largement ignoré, tout comme une deuxième proclamation dans laquelle MacGregor félicite ses hommes pour leur victoire et les exhorte à « libérer l’ensemble des Florides de la tyrannie et de l’oppression ».

#### Création et déclin de la république
MacGregor annonce une « République des Florides » sous un gouvernement qu’il dirige. Il tente de taxer le butin des pirates locaux auprès d’une « cour d’amirauté », et tente de collecter de l’argent en saisissant et en vendant des dizaines d’esclaves trouvés sur l’île. Le moral des troupes s’effondre lorsqu’il interdit le pillage. La plupart de ses recrues sont encore aux États-Unis. Les autorités américaines empêchent la plupart d’entre eux de quitter le port, et MacGregor ne peut en rassembler que 200 sur Amelia. Ses officiers réclament une invasion de la Floride continentale, mais il insiste sur le fait qu’il n’ait pas assez d’hommes, d’armes ou d'approvisionnement. Bushnell suggère que les partisans de MacGregor aux États-Unis lui ont peut-être promis plus de soutien à cet égard qu’ils n’en ont finalement fourni. 18 hommes envoyés en reconnaissance autour de Saint Augustine à la fin de juillet 1817 sont diversement tués, blessés ou capturés par les Espagnols. La discipline se désintègre parmi les troupes de MacGregor, qui sont d’abord payées en « dollars d'Amelia » qu’il a imprimés, puis plus du tout.

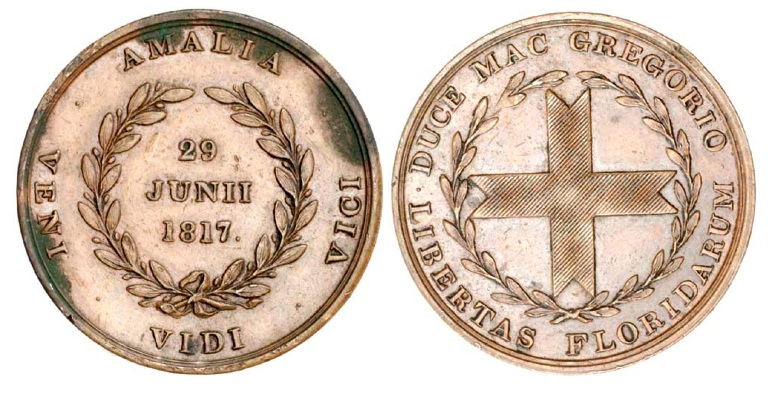
Médaillon commémoratif du 29 06 de l'île d'Amelia de 1817.

Les forces espagnoles se rassemblent sur le continent en face d’Amelia, et MacGregor et la plupart de ses officiers décident, le 3 septembre 1817, que la situation est désespérée et qu’ils abandonneraient leur projet. MacGregor annonce aux hommes qu’il part, expliquant vaguement qu’il a été « trompé par mes amis ». Il remet le commandement à l’un de ses subordonnés, un ancien membre du Congrès de Pennsylvanie nommé Jared Irwin et il monte à bord du Morgiana avec sa femme le 4 septembre sous le regard d’une foule en colère qui lui lance des insultes. Il attend au large pendant quelques jours puis part sur la goélette Venus le 8 septembre. Deux semaines plus tard, les MacGregor arrivent à Nassau aux Bahamas, où il fait frapper des médaillons commémoratifs portant le motif de la Croix Verte et les inscriptions latines Amalia Veni Vidi Vici (« Amelia, je suis venu, j'ai vu, j'ai conquis ») et Duce Mac Gregorio Libertas Floridarium (« Liberté pour les Florides sous la direction de MacGregor »). Il n’a fait aucune tentative pour rembourser ceux qui avaient financé l’expédition d’Amelia. Les troupes d’Irwin repoussent deux assauts espagnols et sont ensuite rejointes par 300 hommes sous le commandement de Louis-Michel Aury, qui détient Amelia pendant trois mois avant de se rendre aux forces américaines, qui obtiennent l’île « en fiducie pour l’Espagne » jusqu’à l’achat de la Floride en 1819,,.
Les articles de presse sur l’affaire de l’île d'Amelia sont extrêmement inexacts, en partie à cause de la désinformation diffusée par MacGregor lui-même. Son départ soudain est dû au fait qu’il a vendu l’île à Aury pour 50 000 $. Josefa donne naissance à leur premier enfant à Nassau le 9 novembre 1817, un garçon nommé Gregorio. Le propriétaire du Venus est un ancien capitaine du Corps britannique des Marines coloniaux nommé George Woodbine. Il attire l’attention de MacGregor sur les légions britanniques levées par les révolutionnaires latino-américains à Londres et suggère qu’il pourrait recruter et commander lui-même une telle force. MacGregor est enthousiaste à l’idée de diriger à nouveau les troupes britanniques après des années à la tête de coloniaux, de membres de tribus et d’aventuriers divers. Il s’embarque pour rentrer chez lui avec Josefa et Gregorio et débarque à Dublin le 21 septembre 1818, puis retourne à Londres.

### Retour en Nouvelle-Grenade

#### Préparation de l'expédition
L’envoyé de la troisième république vénézuélienne dans la capitale britannique emprunte 1 000 £ à MacGregor pour engager et transporter des troupes britanniques pour servir au Venezuela, mais l’Écossais dilapide ces fonds en quelques semaines. Un financier londonien, un vieil ami de MacGregor appelé Thomas Newte,, assume la responsabilité de la dette de l’envoyé à la condition que le général emmène plutôt des troupes à la Nouvelle-Grenade,. MacGregor finance son expédition grâce à la vente de commissions à des taux inférieurs à ceux offerts par l’armée britannique, et rassemble des hommes enrôlés par le biais d’un réseau de recruteurs à travers les îles britanniques, offrant aux volontaires d’énormes incitations financières. MacGregor s’embarque pour l’Amérique du Sud le 18 novembre 1818 à bord d’un ancien brigantin de la Royal Navy, rebaptisé le Hero. 50 officiers et plus de 500 soldats, dont beaucoup d’Irlandais, suivent le mois suivant. Ils sont gravement sous-équipés, n’ayant pratiquement ni armes ni munitions.
Les hommes faillirent se mutiner aux Cayes en février 1819 lorsque MacGregor ne produit pas les 80 $ d’argent par homme promis par ses recruteurs à son arrivée. MacGregor persuade les marchands sud-américains en Haïti de le soutenir en lui fournissant des fonds, des armes et des munitions, mais ce n’est que le 10 mars qu’il tergiverse et donne l’ordre de mettre le cap sur l’île de San Andrés, au large de l’isthme de Panama contrôlé par les Espagnols. Se rendant d’abord en Jamaïque pour organiser un hébergement pour Josefa et Gregorio, MacGregor est à deux doigts d'être arrêté pour trafic d’armes. Il rejoint ses troupes à San Andrés le 4 avril. Ce retard entraîne de nouvelles dissensions dans les rangs que le commandant remplaçant, le colonel William Rafter, a du mal à contenir. MacGregor rétablit le moral en annonçant qu’ils partiraient le lendemain pour attaquer Portobelo sur le continent de Nouvelle-Grenade.

#### Sièges de Portobelo et Riohacha
Le colonel Rafter débarque avec 200 hommes près de Portobelo le 9 avril, déborde une force à peu près égale de défenseurs espagnols pendant la nuit et marche sur Portobelo sans combat le 10 avril. MacGregor, qui regarde depuis l’un des navires avec Woodbine, à qui il a donné le grade de colonel, descend rapidement à terre lorsqu’il aperçoit le signal de victoire de Rafter et déclare : « Soldats ! Notre première conquête a été glorieuse, elle a ouvert la voie à l’avenir et à une renommée supplémentaire ». Rafter presse MacGregor de marcher sur la ville de Panama, mais MacGregor ne fait pas beaucoup de plans pour continuer la campagne. Il consacre la plupart de son attention aux détails d’un nouvel ordre chevaleresque de sa conception, dont l’emblème serait une croix verte. Les troupes se mutinent de nouveau après que l’argent promis ne se fut pas matérialisé. MacGregor finit par payer 20 $ à chaque homme, mais cela ne contribue guère à rétablir la discipline.
L’absence de patrouilles de la part des troupes de MacGregor permet aux Espagnols de marcher directement sur Portobelo le 30 avril 1819. MacGregor est encore au lit lorsque les Espagnols trouvent ses fusiliers en train de s’entraîner sur la place principale et ouvrent le feu. Réveillé par le bruit, MacGregor jette son lit et ses couvertures par la fenêtre sur la plage en contrebas et saute derrière eux, puis tente de ramer jusqu’à ses navires sur un rondin de bois. Il s’est évanoui et se serait probablement noyé s’il n’avait pas été recueilli et amené à bord du Hero par l’un de ses officiers de marine. MacGregor affirmera qu’une fois avoir repris conscience, il a immédiatement levé son étendard au-dessus du Hero, puis a envoyé des coureurs à Rafter pour lui ordonner de ne pas se rendre. La version des événements privilégiée par Sinclair est que Rafter n’a reçu des ordres à cet effet qu’après avoir lui-même contacté MacGregor au sujet du Hero. Rafter, dans le fort avec 200 hommes, maintient un barrage constant et attend que son commandant tire sur les royalistes depuis les navires, mais à l’étonnement du colonel, MacGregor ordonne plutôt à sa flotte de faire demi-tour et se dirige vers la haute mer. Abandonnés, le colonel Rafter et les restes de l’armée de MacGregor n’ont d’autre choix que de se rendre. La plupart des officiers et des troupes survivants connaissent une existence misérable en captivité. Rafter est finalement abattu avec 11 autres officiers pour avoir conspiré pour s’échapper. MacGregor affirmera qu'il avait été forcé de se retirer après qu’un officier latino-américain l’ait trahi et que William Rafter l’ait laissé tomber.
Se rendant d’abord à San Andrés, puis en Haïti, MacGregor confère à ses officiers des décorations et des titres inventés et planifie une expédition à Riohacha, dans le nord de la Nouvelle-Grenade. Il est brièvement retardé en Haïti par une brouille avec son commandant de la marine, un officier appelé Hudson. Lorsque l’officier de marine tombe malade, MacGregor le fait mettre à terre, saisit le Hero, dont Hudson était propriétaire, et le renomme El MacGregor, expliquant aux autorités haïtiennes que « l’ivrognerie, la folie et la mutinerie » de son capitaine l’aient forcé à prendre le navire. MacGregor dirige le brigantin détourné jusqu’aux Cayes, puis le vend après qu’il soit jugé inapte à la navigation. Aux Cayes, 500 officiers et hommes de troupe l’attendaient, grâce à des recruteurs en Irlande et à Londres, mais il n’a pas de navires pour les transporter et peu d’équipement. En juillet et en août 1819, son recruteur irlandais, le colonel Thomas Eyre, avec 400 hommes et deux navires arrive. MacGregor lui donne le grade de général et l’ordre de la Croix verte. Thomas Newte envoie ensuite du matériel de guerre de Londres sur une goélette nommée Amelia,.
MacGregor annonce son intention de libérer la Nouvelle-Grenade, mais hésite ensuite. Le manque d’action, de rations ou de solde pendant des semaines incite la plupart des volontaires britanniques à rentrer chez eux. Les forces de MacGregor, qui comptaient 900 hommes à leur apogée n’en comptent plus que 250 lorsqu’il dirige l’Amelia et deux autres navires vers le Riohacha, le 29 septembre 1819. Parmi ses autres officiers figure le lieutenant-colonel Michael Rafter, qui a acheté une commission dans l’espoir de sauver son frère William. Après avoir été chassé du port de Riohacha par le canon le 4 octobre, MacGregor ordonne un débarquement de nuit à l’ouest de la ville et déclare qu’il prendrait personnellement le commandement une fois que les troupes seraient à terre. Le lieutenant-colonel William Norcott conduit les hommes sur la plage et y attend deux heures l’arrivée de MacGregor, mais le général ne se présente pas. Attaqué par une force espagnole plus importante, Norcott contre-attaque et capture la ville. MacGregor refuse toujours de quitter les navires, convaincu que le drapeau flottant sur le fort devait être une ruse. Même lorsque Norcott rame pour lui dire de rentrer au port, MacGregor ne met pas pied à terre pendant plus d’une journée. Lorsqu’il apparait, beaucoup de ses soldats l’injurent et lui crachent dessus. Il publie une autre noble proclamation, qualifiée par Rafter d'« aberration de l’intellect humain », au pied de laquelle MacGregor s’identifie comme « Sa Majesté l’Inca de Nouvelle-Grenade »,.

#### Défaite et fuite
Les événements se sont déroulés en grande partie comme ils l’avaient fait plus tôt dans l’année à Portobelo. MacGregor s’abstient de commander, sauf de nom, et les troupes sombrent dans un état d’ivresse confuse. « Le général MacGregor montrait un manque visible des qualités requises pour distinguer le commandant d’une telle expédition que ses partisans furent tous étonnés de la réputation qu’il avait maintenue pendant quelque temps. » écrit Rafter. Alors que les forces espagnoles se rassemblent autour de la ville, Norcott et Rafter décident que la situation est désespérée et partent à bord d’une goélette espagnole capturée le 10 octobre 1819, emmenant avec eux 5 officiers et 27 soldats et marins. MacGregor convoque ses officiers restants le lendemain et, leur donnant des promotions et des décorations de la Croix-Verte, les exhorte à l’aider à diriger la défense. Immédiatement après, il se rend au port, apparemment pour escorter la femme et les deux enfants d’Eyre en sécurité sur un navire. Après avoir mis la famille d'Eyre sur la Lovely Ann, il monte à bord de l’Amelia et ordonne aux navires de prendre la mer au moment où les Espagnols attaquent. Le général Eyre et les troupes restées en arrière sont tous tués.
MacGregor arrive aux Cayes pour découvrir que la nouvelle de cette dernière débâcle l’a précédé, et il est évité. Un ami en Jamaïque, Thomas Higson, l’informe par des lettres que Josefa et Gregorio ont été expulsés et, jusqu’à l’intervention de Higson, ont cherché refuge dans la hutte d’un esclave. MacGregor est recherché en Jamaïque pour piraterie et ne peut donc pas y rejoindre sa famille. De même, il ne peut pas retourner voir Bolívar, qui est si outré par la conduite récente de MacGregor qu’il l'accuse de trahison et ordonne sa mort par pendaison s’il remet le pied sur le continent sud-américain. On ignore où se trouve MacGregor pendant les six mois qui suivent octobre 1819. De retour à Londres en juin 1820, Michael Rafter publie son récit très censuré des aventures de MacGregor, Memoirs of Gregor M’Gregor, dédiant le livre à son frère, le colonel William Rafter, et aux troupes abandonnées à Portobelo et à Riohacha. Dans son résumé, Rafter émet l’hypothèse qu’à la suite de ce dernier épisode, MacGregor est « politiquement, mais pas naturellement mort » et il écrit que tous ceux qui « pourrait être amenée à se joindre à nouveau à lui dans ses projets désespérés, serait concevoir un degré de folie et de folie dont la nature humaine, quelle que soit sa chute, est incapable ».

## Caciquat du Poyaïs

### Obtention des terres aux Mosquitos et création du caciquat
L’emplacement suivant connu de MacGregor est à la cour du roi George Frederic de la côte des Mosquitos, au cap Gracias a Dios sur le golfe du Honduras en avril 1820. Le peuple Miskito, descendant d’esclaves africains naufragés et d’indigènes, partage l’antipathie historique des Britanniques envers l’Espagne, et les autorités britanniques de la région ont couronné leurs chefs les plus puissants en tant que « rois » depuis le XVIIe siècle. Ce sont des rois seulement de titre, sans aucun contrôle effectif sur le pays qu’ils dirigent ostensiblement. La Grande-Bretagne les a couronnés et protégés simplement pour qu’ils puissent déclarer que la région est sous la souveraineté des Mosquitos et ainsi entraver les revendications espagnoles. Il y a eu une modeste colonie britannique sur la côte autour de Black River, mais elle a été évacuée à la suite de la Convention anglo-espagnole de 1786. Dans les années 1820, le signe le plus visible de la colonisation antérieure est un petit cimetière envahi par la jungle.
Le 29 avril 1820, George Frederic signe un document accordant à MacGregor et à ses héritiers une partie substantielle du territoire des Mosquitos de 8 000 000 acres, soit 32 375 km2, en échange de rhum et de bijoux. La terre est agréable à l’œil mais impropre à la culture et peut nourrir peu de bétail. Sa superficie est à peu près un triangle avec des coins au cap Gracias a Dios, au cap Camarón et aux sources de la Black River. MacGregor surnomme cette région « Poyaïs » d’après les indigènes des hautes terres autour de la source de la Black River, le peuple Paya,, et au milieu de l’année 1821, il réapparait à Londres en se faisant appeler le Cacique de Payais. Cacique est un mot hispano-américain pour un chef indigène, étant équivalent dans l’usage de MacGregor aux princes. Il prétend avoir été créé ainsi par le roi des Mosquitos, mais en fait, le titre et le Poyais sont de sa propre invention.
Malgré le livre de Rafter, la société londonienne est restée largement ignorante des échecs de MacGregor au cours des dernières années, mais s’est souvenue de succès tels que sa marche sur Barcelona. De même, son association avec les Die Hards du 57e d’infanterie est rappelée, mais sa libération anticipée douteuse ne l’a pas été. Dans ce climat d’une Amérique latine en constante évolution, où les gouvernements se lèvent, tombent et adoptent de nouveaux noms d’année en année, il ne semble pas si invraisemblable qu’il puisse y avoir un pays appelé Poyaïs ou qu’un général décoré comme MacGregor puisse en être le chef,,. Le cacique est devenu « un grand ornement pour les tables à dîner et les salles de bal du Londres sophistiqué », écrit Sinclair. Les rumeurs abondent selon lesquelles il descend en partie de la royauté indigène, Son attrait exotique est renforcé par l’arrivée de l’impressionnante « princesse de Poyaïs », Josefa, qui a donné naissance à une fille nommée Josefa Anna Gregoria dans la maison de la sœur de MacGregor en Irlande. Les MacGregor reçoivent d’innombrables invitations sociales, y compris une réception officielle au Guildhall par le lord-maire de Londres.
MacGregor dit qu’il est venu à Londres pour assister au couronnement du roi George IV au nom des Payas et pour chercher des investissements et des immigrants pour les Poyaïs. Il prétend y avoir hérité d’un système de gouvernement démocratique, avec une fonction publique et une armée de base. MacGregor montre à ceux qui l’intéressent une copie d’une proclamation imprimée qu’il a distribuée aux Payas le 13 avril 1821. Il y annonce la concession de terres de 1820, son départ pour l’Europe à la recherche d’investisseurs et de colons et la nomination du général de brigade George Woodbine au poste de « vice-cacique » pendant son absence. Le document se conclue par : « Poyers ! Je vous dis maintenant adieu pour un moment. J’espère que, grâce à la bonté de la Toute-Puissante Providence, je serai de nouveau en mesure de retourner parmi vous, et qu’alors ce sera mon agréable devoir de vous saluer comme des amis affectueux, et le vôtre de me recevoir comme votre fidèle Cacique et Père. ». Il n’y a aucune preuve qu’une telle déclaration ait jamais été réellement distribuée sur la côte des Mosquitos.
C’est ainsi que commence ce que l’on a appelé l’un des tours de confiance les plus effrontés de l’histoire, le stratagème de Poyais. MacGregor conçoit un parlement tricaméral et d’autres arrangements constitutionnels alambiqués pour les Poyaïs, élabore des mécanismes commerciaux et bancaires et fabrique des uniformes distinctifs pour chaque régiment de l’armée poyaisenne. Son pays imaginaire a un système d’honneurs, des titres fonciers, des armoiries, doublement soutenues par des Payas et des licornes, et le même drapeau de la Croix verte qu’il avait utilisé en Floride. À la fin de 1821, le major William John Richardson a non seulement accepté le fantasme de MacGregor comme vrai, mais est devenu un allié actif, faisant de son attrayant domaine d’Oak Hall, Wanstead, une base britannique pour la supposée famille royale du Poyaïs. MacGregor donne à Richardson l’Ordre de la Croix verte, le nomme dans le Royal Regiment of Horse Guards poyaisien et le nomme chargé d’affaires de la légation poyaise à Dowgate Hill à Londres, le plus haut représentant de Poyaïs en Grande-Bretagne. La lettre de créance de Richardson de « Gregor Ier, prince souverain de l’État de Poyaïs » est présentée à George IV.

### Intérêts économiques et campagnes publicitaires
MacGregor fait ouvrir des bureaux poyaisiens à Londres, à Édimbourg et à Glasgow pour vendre au grand public des certificats fonciers d’apparence impressionnante, d’abord écrits à la main, puis imprimés, et pour coordonner les émigrants potentiels. Les biographes de MacGregor s’accordent à dire que la Grande-Bretagne du début des années 1820 n’aurait guère pu mieux lui convenir, à lui et à son projet,. Au milieu d’une croissance générale de l’économie britannique après la bataille de Waterloo et la fin des guerres napoléoniennes, les taux d’intérêt baissent et l’obligation du gouvernement britannique, le « consol », offre des taux de seulement 3 % par an à la Bourse de Londres. Ceux qui veulent un rendement plus élevé investissent dans une dette extérieure plus risquée. Après que les obligations d’Europe continentale aient été populaires dans les années qui ont immédiatement suivi Waterloo, les révolutions latino-américaines apportent une série de nouvelles alternatives sur le marché londonien, à commencer par le prêt de 2 000 000 £ émis pour la Grande Colombie en mars 1822. Les obligations de Colombie, du Pérou, du Chili et d’autres pays, offrant des taux d’intérêt allant jusqu’à 6 % par an, rendent les titres latino-américains extrêmement populaires sur le marché londonien, une tendance sur laquelle un pays comme le Poyaïs décrit par MacGregor serait idéalement placé pour capitaliser,,.

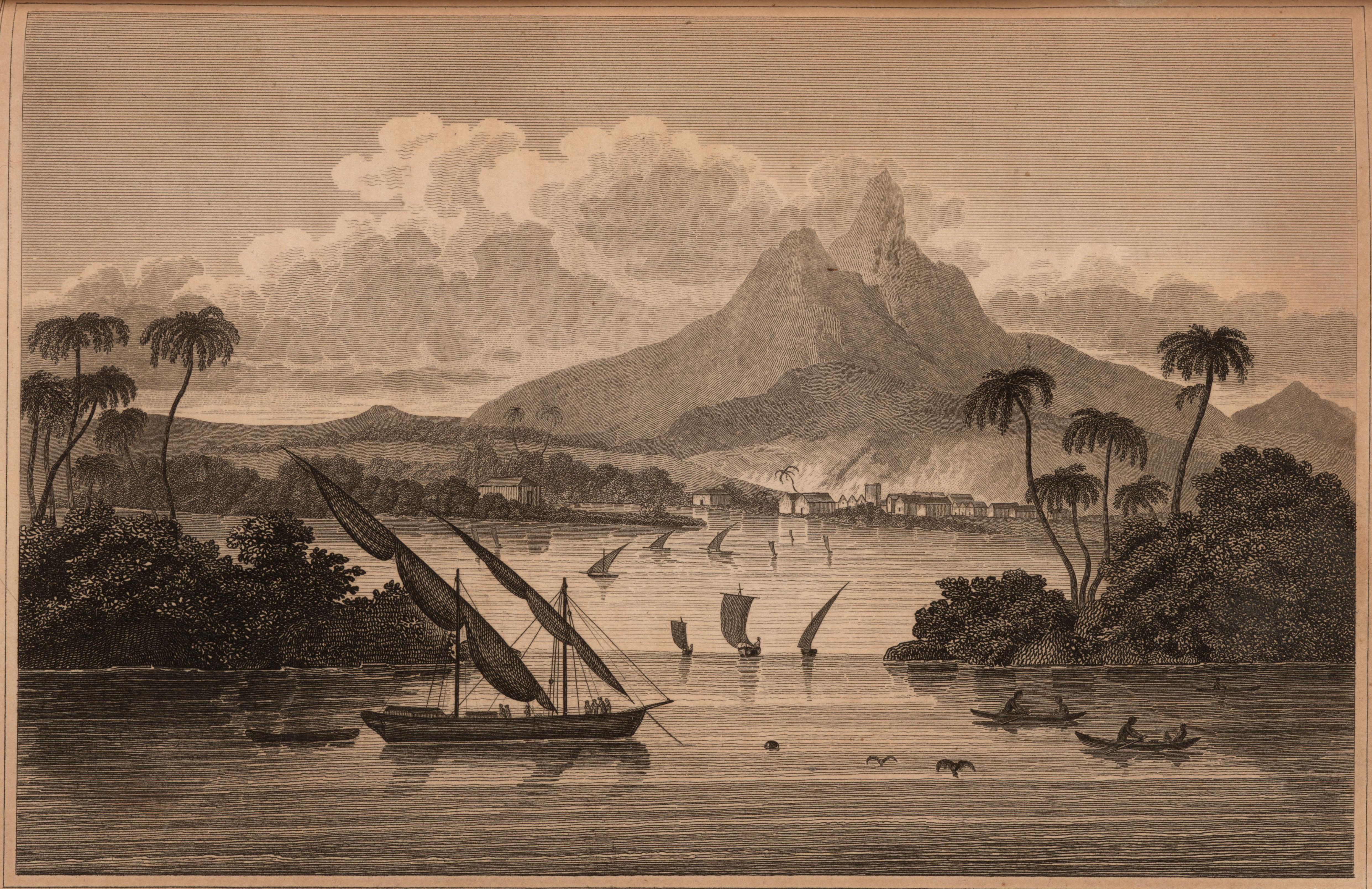
Vue du port de Black River au Poyaïs, Sketch of the Mosquito Shore.

MacGregor mène une campagne de vente agressive. Il donne des interviews dans les journaux nationaux, engage des publicistes pour écrire des publicités et des tracts, et fait composer et chanter des ballades liées au Poyaïs dans les rues de Londres, d’Édimbourg et de Glasgow. Sa proclamation aux Payas est distribuée sous forme de tract. Au milieu de l’année 1822, il parait à Édimbourg et à Londres un guide de 355 pages principalement destiné à l’usage des colons, Sketch of the Mosquito Shore, Including the Territory of Poyais, ostensiblement l’œuvre d’un « capitaine Thomas Strangeways », aide de camp du Cacique, mais en réalité écrit soit par MacGregor lui-même, soit par des complices,,.
Le Sketch comprend principalement de longs tracts réimprimés d’ouvrages plus anciens sur la côte des Mosquitos et d’autres parties de la région. Le contenu original va de trompeur à totalement inventé. Les publicistes de MacGregor décrivement le climat poyaisien comme « remarquablement sain s’accordant admirablement avec la constitution des Européens ». C’était soi-disant une destination thermale pour les colons malades des Caraïbes. Le sol serait si fertile qu’un agriculteur peut faire trois récoltes de maïs par an, ou cultiver des cultures de rente comme le sucre ou le tabac sans difficulté. Des projections détaillées à la fin du Sketch prévoient des bénéfices de millions de dollars. Le poisson et le gibier seraient si abondants qu’un homme pourrait chasser ou pêcher pendant une seule journée et en rapporter assez pour nourrir sa famille pendant une semaine. Les autochtones n’auraient pas été seulement coopératifs, mais intensément pro-britanniques. La capitale serait Saint-Joseph, une ville balnéaire florissante avec de larges boulevards pavés, des bâtiments à colonnades et des manoirs habitée par jusqu’à 20 000 personnes,. Saint-Joseph aurait un théâtre, un opéra et une cathédrale à dôme. Il y aurait aussi la Banque de Poyaïs, les chambres du parlement poyaisien et un palais royal. Il est fait référence à une « colonie hébraïque projetée ». Le Sketch est allé jusqu’à affirmer que les rivières du Poyaïs contenaient des « globules d’or pur »,,.
C’est presque de la fiction, mais le calcul de MacGregor selon lequel des documents d’apparence officielle et des imprimés convaincraient beaucoup de gens s’est avéré correct. Les détails méticuleux du Sketch fait de cuir et le coût de son impression contribuent beaucoup à dissiper les doutes persistants. Les certificats fonciers poyaisiens à deux shillings et trois pence l’acre, soit à peu près l’équivalent du salaire journalier d’un ouvrier à l’époque, sont perçus par beaucoup comme une opportunité d’investissement attrayante. Il y a suffisamment de demande pour les certificats pour que MacGregor puisse augmenter le prix à deux shillings et six pence l’acre en juillet 1822, puis progressivement à quatre shillings l’acre, sans diminuer les ventes. Selon MacGregor, environ 500 personnes ont acheté des terres poyaisiennes au début de 1823. Parmi les acheteurs, il y en a beaucoup qui ont investi les économies de toute une vie. MacGregor est devenu le « père fondateur de la fraude en valeurs mobilières » selon l'analyste financier Louis Straney.
Parallèlement à la vente des certificats fonciers, MacGregor passe plusieurs mois à organiser l’émission d’un emprunt du gouvernement poyaisien à la Bourse de Londres. En précurseur, il enregistre sa concession de terre de 1820 à la Cour de la chancellerie le 14 octobre 1822. Le 23 octobre, sir John Perring, de la banque londonienne Shaw, Barber & Co. jouissant d’une excellente réputation, souscrit à un prêt de 200 000 £, garanti par « tous les revenus du gouvernement de Poyaïs », y compris la vente de terres, et offre des certificats provisoires ou « certificats » pour les obligations poyaisiennes. Les obligations sont d’une valeur de 100 £, 200 £ et 500 £, et sont proposées à un prix d’achat réduit de 80 %. Le certificat peut être acquis à hauteur de 15 %, le reste étant dû en deux versements, le 17 janvier et le 14 février 1823. Le taux d’intérêt était de 6 % par an. Si la question poyaisienne réussissait à imiter ses homologues colombiens, péruviens et chiliens, MacGregor peut maintenant amasser une fortune.

### Départ des colons et enrichissement de MacGregor
Pour les colons, MacGregor cible délibérément ses compatriotes écossais, supposant qu’ils seraient plus susceptibles de lui faire confiance, en tant qu’Écossais lui-même. Leur émigration sert à rassurer les investisseurs potentiels dans les obligations et les certificats fonciers poyaisiens, d’une part sur le fait que le pays est réel, et d’autre part, qu’il est en cours de développement et qu’il fournirait des rendements monétaires. Selon Sinclair, cet aspect du stratagème « a transformé ce qui aurait été un canular inspiré en un canular cruel et mortel ». Tamar Frankel postule dans son analyse que, au moins dans une certaine mesure, MacGregor « croyait probablement à sa propre histoire » et espère sincèrement forger ces personnes dans une société poyaisienne. MacGregor dit à ses colons potentiels qu’il souhaite voir le Poyaïs peuplé d’Écossais car ils possèdent la robustesse et le caractère nécessaires pour développer le nouveau pays. Faisant allusion à la rivalité avec l’Angleterre et à l’épisode du Darien, qui, souligne-t-il, avait impliqué un de ses ancêtres directs, MacGregor suggère qu’au Poyaïs, ils pourraient réparer ce tort historique et sauver l’orgueil écossais. Les commerçants et les artisans qualifiés se voient promettre un passage gratuit vers les Poyais, des approvisionnements et des contrats gouvernementaux lucratifs. Des centaines d’entre eux, pour la plupart des Écossais, se sont inscrits pour émigrer, assez pour remplir sept navires. Il s’agit d’un banquier de Londres nommé Mauger qui devait diriger la Banque de Poyaïs, de médecins, de fonctionnaires, de jeunes hommes dont les familles leur ont acheté des commissions dans l’armée et la marine poyaisiennes, et un cordonnier d’Édimbourg qui accepte le poste de cordonnier officiel de la princesse de Poyaïs.
La direction du premier groupe d’émigration du Cacique est confiée à un ancien officier de l’armée britannique, Hector Hall, qui est commissionné dans le 2e régiment indigène de fantassins poyaisien avec le grade de lieutenant-colonel, et crée le « baron Tinto » avec un domaine supposé de 12 800 acres, soit 52 km2. Hall navigue avec 70 émigrants à bord du Honduras Packet, un navire que MacGregor a rencontré en Amérique du Sud. MacGregor les fait quitter Londres le 10 septembre 1822 et confie à Mauger 5 000 billets de la Banque de Poyaïs produits par l’imprimeur officiel de la Bank of Scotland. « Le nouveau monde de leurs rêves est soudainement devenu un monde très réel lorsque les hommes ont accepté les billets de dollar du Cacique », écrit Sinclair. « Les gens qui avaient acheté des terres, et qui avaient prévu d’emporter leurs économies avec eux en monnaie, étaient également ravis d’échanger leur or contre la monnaie légale du Poyais. ». Après que MacGregor ait brièvement parlé à chacun des colons pour leur souhaiter bonne chance, Hall et lui échangent des saluts et le Honduras Packet met à la voile, arborant le drapeau de la Croix-Verte.
Un deuxième navire d’émigrants, le Kennersley Castle, un navire marchand amarré à Leith, près d’Édimbourg, est embauché par MacGregor en octobre 1822, et quitte Leith le 22 janvier 1823 avec près de 200 émigrants à bord. MacGregor revoit les colons partir, montant à bord pour s’assurer qu’ils sont bien logés. À leur grande joie, il annonce que, puisqu’il s’agit du premier voyage d’émigration de l’Écosse à Poyaïs, toutes les femmes et tous les enfants partiraient gratuitement. Le Cacique est ramené à la rame jusqu’à la rive sous les acclamations de ses colons. Le capitaine du navire, Henry Crouch, tire une salve de six coups de canon, hisse le drapeau supposé du Poyaïs, puis dirige le navire hors du port.
Tout en revendiquant le statut royal de cacique, MacGregor tente de se dissocier du mouvement républicain latino-américain et de ses anciens camarades et, à partir de la fin de 1822, fait des ouvertures discrètes au gouvernement espagnol concernant la coopération en Amérique centrale. Les Espagnols ne lui prêtent guère attention. Le prix des obligations poyaisiennes est resté assez stable jusqu’à ce qu’elles soient paralysées par les développements ailleurs sur le marché en novembre et décembre 1822. Au milieu de l’instabilité générale en Amérique du Sud, le gouvernement colombien suggère que son agent londonien a peut-être outrepassé son autorité lorsqu’il a arrangé le prêt de 2 000 000 £. Lorsque ce représentant décède subitement, l’achat effréné de titres sud-américains est brusquement remplacé par une vente tout aussi agitée. Les flux de trésorerie du Cacique sont pratiquement anéantis lorsque la plupart de ceux qui ont acheté le certificat poyaisien n’ont pas effectué les paiements dus en janvier. Alors que le prix des obligations colombiennes s’est stabilisé et a fini par augmenter à nouveau, les titres poyaisiens ne se sont jamais rétablis. MacGregor a jusque-là rapporté environ 50 000 £. À la fin de 1823, ils s’échangent pour moins de 10 % de leur valeur nominale.

### Arrivée et déception des colons
Le Honduras Packet atteint Black River en novembre 1822. Stupéfaits de trouver un pays assez différent des descriptions du Sketch, et aucun signe de Saint Joseph, les émigrants établissent leur campement sur le rivage, supposant que les autorités poyaisiennes les contacteraient bientôt. Ils envoient de nombreuses équipes de recherche à l’intérieur des terres. L’un d’eux, guidé par des indigènes qui ont reconnu le nom de Saint Joseph, a trouvé des fondations et des décombres oubliés depuis longtemps. Hall arrive rapidement à la conclusion privée que MacGregor a dû les duper, mais estime que le fait d’annoncer prématurément de telles préoccupations ne ferait que démoraliser le parti et provoquer le chaos. Quelques semaines après leur arrivée, le capitaine du Honduras Packet s’éloigne brusquement et unilatéralement au milieu d’une violente tempête. Les émigrants se retrouvent seuls à l’écart des indigènes et de deux ermites américains. Réconfortant les colons avec de vagues assurances que le gouvernement poyaisien les trouverait s’ils restaient où ils sont, Hall se met en route pour le cap Gracias a Dios, dans l’espoir d’entrer en contact avec le roi des Mosquitos ou de trouver un autre navire. La plupart des émigrés ne peuvent croire que le Cacique les ait trompés à dessein, et postulent que la faute devait être ailleurs, ou qu’il devait y avoir eu un terrible malentendu.
Le deuxième groupe de colons débarque du Kennersley Castle à la fin du mois de mars 1823. Leur optimisme s’est rapidement éteint. Hall revient en avril avec des nouvelles décourageantes et il n’a trouvé aucun navire qui pourrait l’aider et, loin de les considérer comme de sa responsabilité, le roi George des Mosquitos n’a même pas été mis au courant de leur présence. Le Kennersley Castle ayant navigué, les victimes de MacGregor ne peuvent compter sur aucune assistance dans un avenir proche. Les émigrants ont apporté avec eux de nombreuses provisions, y compris des médicaments, et ont deux médecins parmi eux, de sorte qu’ils ne soient pas dans une situation totalement désespérée, mais à part Hall, aucun des officiers militaires, des fonctionnaires du gouvernement ou des fonctionnaires nommés par MacGregor n’a fait de tentative sérieuse pour organiser le parti.
Hall retourne plusieurs fois à cap Gracias a Dios pour demander de l’aide, mais n’explique pas ses absences constantes aux colons, ce qui exacerbe la confusion et la colère générales, en particulier lorsqu’il refuse de payer les salaires promis à ceux qui étaient censés bénéficier de contrats gouvernementaux poyaisiens. Avec l’arrivée de la saison des pluies, les insectes infestent le camp, des maladies telles que la malaria et la fièvre jaune s’installent, et les émigrants sombrent dans le désespoir,. James Hastie, un scieur écossais qui avait amené sa femme et ses trois enfants avec lui, écrit plus tard : « Il semblait que la volonté de la Providence soit que toutes les circonstances se réunissent pour notre destruction. ». Un autre colon, le futur cordonnier royal, qui avait quitté une famille à Édimbourg, s’est suicidé.
La goélette Mexican Eagle, du Honduras britannique qui transporte le premier magistrat du Belize City, le maréchal Bennet, à la cour du roi des Mosquitos, découvre les colons au début de mai 1823. Sept hommes et trois enfants sont morts, et beaucoup d’autres sont malades. Bennet leur apprend que le Poyaïs n’existe pas et qu’il n’a jamais entendu parler de ce Cacique dont ils parlent. Il leur conseille de retourner avec lui au Honduras britannique, car ils mourraient sûrement s’ils restent là où ils sont. La majorité préfère attendre le retour de Hall, avec l’espoir d’avoir des nouvelles de retour en Grande-Bretagne. Quelques jours plus tard, Hall revient avec le roi des Mosquitos, qui annonce que la concession de terre de MacGregor est révoquée sur-le-champ. Il ne lui a jamais accordé le titre de cacique, ni donné le droit de vendre des terres ou de contracter des emprunts à leur encontre. Les émigrants se trouvent en fait illégalement sur le territoire du roi des Mosquitos et doivent partir à moins qu’ils ne lui prêtent allégeance. Tous les colons sont partis, à l’exception d’une quarantaine d’entre eux, trop affaiblis par la maladie pour faire le voyage.

### Retour des colons et révélation de l'escroquerie
Les émigrants sont transportés à bord de l’exigu Mexican Eagle, le manque d’espace nécessite trois voyages. Les émigrants sont dans un état misérable lorsqu’ils atteignent le Belize et, dans la plupart des cas, doivent être transportés hors du navire. Le climat au Honduras britannique est encore pire que celui de Black River, et les autorités et les médecins de la colonie ne peuvent pas faire grand-chose pour aider les nouveaux arrivants. La maladie s’est rapidement propagée parmi les colons et la plupart d’entre eux sont morts. Le surintendant de la colonie, le major-général Edward Codd, ouvre une enquête officielle pour mettre au jour la véritable situation de l’État imaginaire du Poyaïs et des malheureux émigrants, et fait savoir à la Grande-Bretagne le sort des colons poyaisiens. Au moment où l’avertissement parvient à Londres, MacGregor a cinq autres navires d’émigrants en route. La Royal Navy les intercepte. Un troisième navire, le Skene, transportant 105 autres émigrants écossais, arrive à Black River, mais en voyant la colonie abandonnée, le capitaine John Wilson fait voile vers le Belize et y débarque ses passagers. Le quatrième et dernier navire à arriver est l’Albion, qui arrive au Belize en novembre 1823, mais qui transporte des provisions, des armes et des provisions mais pas de passagers. La cargaison est vendue localement aux enchères. Les colons survivants se sont installés aux États-Unis, sont restés au Honduras britannique ou ont navigué vers leur pays d’origine à bord de l’Ocean, un navire britannique qui a quitté le Belize le 1er août 1823. Certains sont morts pendant le voyage de retour à travers l’Atlantique. Sur les quelque 250 qui ont navigué sur le Honduras Packet et le Kennersley Castle, au moins 180 avaient péri. Moins de 50 d’entre eux sont retournés en Grande-Bretagne.
Une critique cinglante du Sketch, intitulée The Poyais Bubble, est publiée dans le volume 28 de la Quarterly Review en février 1823. L’auteur démystifie le Poyaïs comme étant une fabrication, identifie des œuvres antérieures réimprimées en gros dans le Sketch et avertit les investisseurs de ne pas se laisser berner. Un correspondant identifié uniquement sous le nom de « Verax » répond par une lettre ouverte au rédacteur en chef de la Quarterly Review dans laquelle il corrobore les affirmations du Sketch concernant le Poyaïs et la fertilité de son sol, et affirme que l’auteur de The Poyais Bubble a grandement mal compris MacGregor. Au début d’octobre 1823, MacGregor consente un second emprunt de 200 000 £ à Poyaïs, de nouveau avec sir John Perring, mais il ne vend pas beaucoup d’obligations.
MacGregor quitte Londres peu de temps avant l’arrivée du petit groupe de survivants du Poyaïs au pays le 12 octobre 1823 : il dit à Richardson qu’il emmène Josefa passer l’hiver en Italie pour sa santé, mais en réalité, sa destination est Paris. Au cours des semaines et des mois qui suivent, la presse londonienne rapporte abondamment le scandale de Poyaïs, insistant sur les difficultés des colons et accusant MacGregor d’avoir orchestré une fraude massive. Six des survivants, dont le scieur Hastie, qui a perdu deux de ses enfants au cours de l’épreuve, affirment qu’ils ont été mal cités dans ces articles et, le 22 octobre, ils signent une déclaration sous serment dans laquelle ils insistent sur le fait que la faute n’incombe pas à MacGregor, mais à Hall et à d’autres membres du groupe d’émigrants. « Nous croyons que Sir Gregor MacGregor a été plus mal utilisé par le colonel Hall et ses autres agents qu’il ne l’a jamais été auparavant », ont-ils déclaré, « et que s’ils avaient fait leur devoir par Sir Gregor et par nous, les choses se seraient passées très différemment au Poyaïs ». MacGregor affirme qu’il a lui-même été escroqué, allègue que certains de ses agents ont détourné des fonds et affirme que les marchands cupides du Honduras britannique minent délibérément le développement du Poyais en menaçant leurs profits. Richardson tente de consoler les survivants, réfute vigoureusement les affirmations de la presse selon lesquelles le pays n’existe pas et lance des poursuites en diffamation contre certains journaux britanniques au nom de MacGregor.

### En France

#### Escroquerie du Poyaïs en France
À Paris, MacGregor persuade la Compagnie de la Nouvelle Neustrie, une entreprise de commerçants qui aspire à la prééminence en Amérique du Sud, de chercher des investisseurs et des colons pour les Poyais en France. En même temps, il intensifie ses efforts envers le roi Ferdinand VII : dans une lettre de novembre 1823, le cacique propose de faire du Poyaïs un protectorat espagnol. Quatre mois plus tard, il propose de mener une campagne espagnole pour reconquérir le Guatemala, en utilisant Poyaïs comme base. L’Espagne n’a pris aucune mesure. Le « moment de plus grand orgueil » de MacGregor, suggère Matthew Brown dans son portrait biographique, a eu lieu en décembre 1824 lorsque, dans une lettre au roi d’Espagne, il a prétendu être lui-même « descendant des anciens rois d’Écosse ». C’est à cette époque que Josefa donne naissance au troisième et dernier enfant des MacGregor, Constantino, dans leur maison des Champs-Élysées. Gustavus Butler Hippisley, un ami du major Richardson et un autre vétéran des légions britanniques en Amérique latine, accepte le fantasme de Poyaïs comme vrai et entre au service de MacGregor en mars 1825. Hippisley répond à la Grande-Bretagne, réfutant « les calomnies éhontées d’une presse à gages ». Il s’en prend en particulier à un journaliste qui a qualifié MacGregor « d'aventurier sans un sou ». Avec l’aide de Hippisley, MacGregor négocie avec la société Nouvelle Neustrie, dont le directeur général est un Français du nom de Lehuby, et accepte de vendre à la société française jusqu’à 500 000 acres, soit 2 023 k2 au Poyaïs pour son propre plan de colonisation. « Une façon très habile de prendre ses distances », commente Sinclair, car cette fois-ci, il serait en mesure de dire honnêtement que d’autres sont responsables et qu’il a simplement mis le terrain à disposition.
La compagnie de Lehuby prépare un navire au Havre et commence à rassembler des émigrants français, dont une trentaine obtiennent des passeports pour se rendre au Poyais. Écartant l’idée d’une coopération avec l’Espagne, MacGregor publie une nouvelle constitution poyaisienne à Paris en août 1825, la décrivant cette fois comme une république. Il reste chef de l’État, avec le titre de cacique et le 18 août, il lève un nouvel emprunt de 300 000 £ par l’intermédiaire de la banque londonienne Thomas Jenkins & Company, offrant un intérêt de 2,5 % par an. Il n’existe aucune preuve suggérant que les obligations en question ont été émises. Le Sketch est condensé et republié sous la forme d’une brochure de 40 pages intitulée Some Account of the Poyais Country. Les responsables du gouvernement français sont devenus méfiants lorsque 30 autres personnes demandent des passeports pour se rendre dans ce pays dont elles n’ont jamais entendu parler, et ordonnent que le navire de la compagnie de la Nouvelle Neustrie soit maintenu au port. Certains des candidats à l’émigration s’inquiètent eux-mêmes et portent plainte à la police, ce qui conduit à l’arrestation de Hippisley et du secrétaire de MacGregor, Thomas Irving, à Paris aux premières heures du 4 septembre 1825. Le navire de Lehuby ne quitte jamais Le Havre, et ses colons se dispersent peu à peu.

#### Arrestation et procès
MacGregor se cache dans les provinces françaises, tandis que Lehuby s’enfuit dans le sud des Pays-Bas. Le 6 septembre, Hippisley et Irving sont informés qu’ils font l’objet d’une enquête pour complot en vue de frauder et de vendre des titres de propriété sur des terres dont ils ne sont pas propriétaires. Tous deux insistent sur le fait qu’ils sont innocents. Ils sont conduits le soir même à la prison de La Force. MacGregor est arrêté au bout de trois mois et amené à la Force le 7 décembre 1825. Il spécule auprès de ses alliés que les accusations portées contre eux doivent être le résultat d’un brusque changement de politique de la France, ou d’une intrigue espagnole destinée à détruire l’indépendance poyaisienne. Les trois hommes restent emprisonnés sans procès tandis que les Français tentent d’extrader Lehuby des Pays-Bas. Tentant de se réassocier, lui et le Poyaïs, au mouvement républicain en Amérique latine, MacGregor publie une déclaration en français depuis sa cellule de prison le 10 janvier 1826, affirmant qu’il est « contrairement aux droits de l’homme retenu prisonnier pour des raisons dont il n’a pas conscience » et « souffrant comme l’un des fondateurs de l’indépendance dans le Nouveau Monde ». Cette tentative de convaincre les Français qu’il pourrait avoir une sorte d’immunité diplomatique n’a pas fonctionné. Le gouvernement et la police français ignorent l’annonce.
Les trois Britanniques sont traduits en justice le 6 avril 1826. Lehuby, toujours aux Pays-Bas, est jugé par contumace. Le dossier de l’accusation de la Couronne est sérieusement entravé par son absence, notamment parce que de nombreux documents clés se trouvant chez lui aux Pays-Bas. Le procureur allègue qu’il y a eu un complot complexe entre MacGregor, Lehuby et leurs associés dans le but de tirer personnellement profit d’une concession foncière frauduleuse et d’un prospectus de prêt. L’avocat de MacGregor, un Français du nom de Merilhou, affirme que si quelque chose de fâcheux s’est produit, le directeur général disparu doit être tenu pour coupable. Il n’y a aucune preuve d’un complot, dit-il, et MacGregor aurait pu être lui-même escroqué par Lehuby. Le procureur reconnait qu’il n’y a pas suffisamment de preuves pour prouver son cas, félicite MacGregor d’avoir coopéré à l’enquête de manière équitable et ouverte, et retire les accusations. Les trois juges confirment la libération des accusés. « Un acquittement complet et parfait », écrira Hippisley, mais quelques jours plus tard, les autorités françaises réussissent à faire extrader Lehuby, et les trois hommes apprennent qu’ils doivent être jugés à nouveau.
Le nouveau procès, prévu pour le 20 mai, est reporté lorsque le procureur annonce qu’il n'est pas prêt. Ce retard donne à MacGregor et Merilhou le temps de préparer une déclaration élaborée, en grande partie fictive, de 5 000 mots, censée décrire les antécédents de l’Écossais, ses activités dans les Amériques et son innocence totale de toute tentative de fraude. Lorsque le procès s’ouvre enfin, le 10 juillet 1826, Merilhou n'est pas présent à titre d’avocat de la défense de MacGregor, mais à titre de témoin à charge, ayant été cité comme tel en raison de ses liens avec la compagnie de la Nouvelle Neustrie. Merilhou confie la défense de MacGregor à un collègue du nom de Berville, qui a lu le mémoire dans son intégralité devant le tribunal. « Maître Mérilhou, en tant qu’auteur de l’allocution entendue par le tribunal, et Maître Berville, en tant qu’acteur qui a lu le scénario, ont extrêmement bien fait leur travail », écrit Sinclair. Lehuby est reconnu coupable d’avoir fait de fausses déclarations concernant la vente d’actions et condamné à 13 mois d’emprisonnement, et le Cacique est déclaré non coupable de tous les chefs d’accusation, tandis que les accusations portées contre Hippisley et Irving sont rayées du dossier.

## Fin de vie

### Retour en Grande-Bretagne
MacGregor ramène rapidement sa famille à Londres, où la fureur qui suit le retour des survivants du Poyaïs s'est calmée. Au milieu d’une grave récession économique, certains investisseurs souscrivent au prêt de 300 000 £ émis par Thomas Jenkins & Company, croyant apparemment à l’affirmation des publicistes du Cacique selon laquelle les prêts précédents ont fait défaut uniquement à cause d’un détournement de fonds par l’un de ses agents. MacGregor est arrêté peu après son retour en Grande-Bretagne et détenu à Tothill Fields Bridewell à Westminster pendant environ une semaine avant d’être libéré sans inculpation. Il initie une nouvelle version de l'histoire poyaisienne, se décrivant simplement comme le « Cacique de la République du Poyais ». Le nouveau bureau poyaisien au 23 Threadneedle Street n’a fait aucune des revendications de statut diplomatique que l’ancienne légation poyaisienne à Dowgate Hill avait eue.
Au milieu de 1827, MacGregor persuade la Thomas Jenkins & Company d’agir à titre de courtier pour un prêt de 800 000 £, émis sur des obligations de 20 ans à 3 % d’intérêt. Les obligations, produites à des valeurs nominales de 250 £, 500 £ et 1 000 £, ne deviennent pas populaires. Un tract anonyme circule dans à Londres, décrivant les précédents prêts de Poyaïs et avertissant les lecteurs de prendre soin de leurs poches et que ce serait une autre fumisterie du Poyaïs. La mauvaise exécution de l’emprunt oblige MacGregor à céder la plupart des certificats invendus à un consortium de spéculateurs pour une somme modique. Sinclair souligne que les obligations du Poyaïs sont perçues comme de la charlatanerie, non pas parce que l'arnaque de MacGregor avait été entièrement démêlée, mais simplement parce que les titres précédents n'ont pas réussi à générer des rendements rentables. « Personne n’a pensé à remettre en question la légitimité du Poyaïs lui-même », précise-t-il. « Certains investisseurs avaient commencé à comprendre qu’ils s'étaient fait dévaliser, mais presque aucun ne s’est rendu compte à quel point. ».
D’autres variantes du Poyaïs ont également échoué. En 1828, MacGregor commence à vendre des certificats donnant droit à des terres au Poyaïs à cinq shillings l’acre. Deux ans plus tard, le roi Robert Charles Frédéric, qui a succédé à son père George Frederic en 1824, délivre des milliers de certificats couvrant le même territoire et les offre à des compagnies forestières de Londres, en concurrence directe avec MacGregor. Lorsque les premiers investisseurs réclament les dividendes qui tardent à leur être versés, MacGregor ne peut payer qu’en créent plus de certificats. D’autres charlatans ne tardent pas à s’en rendre compte et établissent leurs propres « bureaux poyaisiens » rivaux à Londres, offrant des débentures foncières en concurrence avec MacGregor et le roi des Mosquitos. En 1834, MacGregor est de retour en Écosse et vit à Édimbourg. Il paie quelques titres non remboursés en émettant une autre série de certificats fonciers poyaisiens. Deux ans plus tard, il publie une constitution pour une république poyaise plus petite, centrée sur la région entourant Black River, et dirigée par lui-même en tant que président. Il est clair, cependant, que « le Poyaïs avait fait son temps », comme le dit Sinclair. Une tentative de MacGregor de vendre des certificats fonciers en 1837 marque la dernière trace d’un projet poyaisien.

### Retour au Venezuela et décès
Josefa MacGregor meurt à Burghmuirhead, près d’Édimbourg, le 4 mai 1838. MacGregor part presque immédiatement pour le Venezuela, où il se réinstalle à Caracas et, en octobre 1838, demande la citoyenneté et la restauration de son ancien grade dans l’armée vénézuélienne, avec une solde rétroactive et une pension. Il souligne ses difficultés au nom du Venezuela deux décennies plus tôt et affirme que Bolívar, qui est mort en 1830, l’a effectivement exclu. Il décrit plusieurs demandes infructueuses de retour et le fait d’avoir été forcé à rester en dehors de la République par des causes et des obstacles « hors de son contrôle » tout en perdant sa femme, ses deux enfants et son apogée financier. Le ministre de la Défense Rafael Urdaneta, qui a servi aux côtés de MacGregor lors de l’expédition des Cayes en 1816, demande au Sénat d’examiner favorablement la candidature de l’Écossais, car il s’était enrôlé dans leurs rangs dès le tout début de la guerre d’indépendance et a couru les mêmes risques que tous les patriotes de cette époque difficile. Les contributions de MacGregor ont été « héroïques avec d’immenses résultats ». Le président José Antonio Páez, un autre ancien camarade révolutionnaire, approuve la demande en mars 1839.
MacGregor est confirmé en tant que citoyen vénézuélien et général de division dans l’armée vénézuélienne, avec une pension d’un tiers de sa solde. Il s’installe dans la capitale et devient un membre respecté de la communauté locale. Après sa mort chez lui à Caracas le 4 décembre 1845, il est enterré avec tous les honneurs militaires dans la cathédrale de Caracas avec le président Carlos Soublette, les ministres du cabinet et les chefs militaires du Venezuela marchant derrière son cercueil. Des nécrologies dans la presse de Caracas louent la « retraite héroïque et triomphale » du général MacGregor à Barcelona en 1816 et le décrivent comme « un vaillant champion de l’indépendance ». « Il n’y avait pas un mot sur l’île Amelia, Portobelo ou Riohacha, et il n’y a aucune référence au Cacique du Payaïs », conclut Sinclair.